# Cantonul Cayenne Sud-Est
Cantonul Cayenne-Sud-Est este un canton din arondismentul Cayenne, Guyana Franceză, Franța.